# Santa Giovanna (film 1957)
Santa Giovanna (Saint Joan) è un film del 1957 diretto da Otto Preminger e basato sull'omonima opera teatrale di George Bernard Shaw, con Jean Seberg nel ruolo di Giovanna d'Arco.

## Trama
Giovanna d'Arco appare in sogno al re Carlo VII di Francia e rievoca il suo passato da guerriera e martire.